# (100018) 1989 TA5
(100018) 1989 TA5 es un asteroide perteneciente al cinturón de asteroides, descubierto el 7 de octubre de 1989 por Eric Walter Elst desde el Observatorio de La Silla, Chile.

## Designación y nombre
Designado provisionalmente como 1989 TA5.

## Características orbitales
1989 TA5 está situado a una distancia media del Sol de 2,365 ua, pudiendo alejarse hasta 2,721 ua y acercarse hasta 2,009 ua. Su excentricidad es 0,150 y la inclinación orbital 3,549 grados. Emplea 1329 días en completar una órbita alrededor del Sol.

## Características físicas
La magnitud absoluta de 1989 TA5 es 16,4.